# 上米內站
上米內站（日语：／ Kamiyonai eki */?）是位於岩手縣盛岡市上米內字中居，屬於東日本旅客鐵道（JR東日本）的山田線車站。

## 歷史
- 1923年（大正12年）10月10日：車站啟用[1]。當時為終點站[1]。
- 1928年（昭和3年）9月25日：鐵路線延伸至區界站[1]。自從成為中途站[1]。
- 1971年（昭和46年）1月1日：結束貨物起卸業務。
- 1987年（昭和62年）4月1日：伴隨國鐵分割民營化，車站由東日本旅客鐵道（JR東日本）營運[1]。
- 2002年（平成14年）2月：上米內站長廢止。此站由盛岡站長管理。
- 2018年（平成30年）
  - 3月17日：在時間表修正，於此站列車交會的時間定於下午後。
  - 3月25日：特殊自動閉塞化。宮古一方的閉塞車站由區界站變更為川內站。
  - 4月22日：盛岡至宮古之間CTC化，成為整日無人車站[新聞 1][報道 1][新聞 2]。
- 2020年（令和2年）4月29日：透過群眾募資，車站大樓外觀與內部進行翻新[注 1][報道 2]。而其餘的活動由於受到2019冠狀病毒病（COVID-19）的影響，部分活動沒有舉行[報道 3]。

## 車站構造

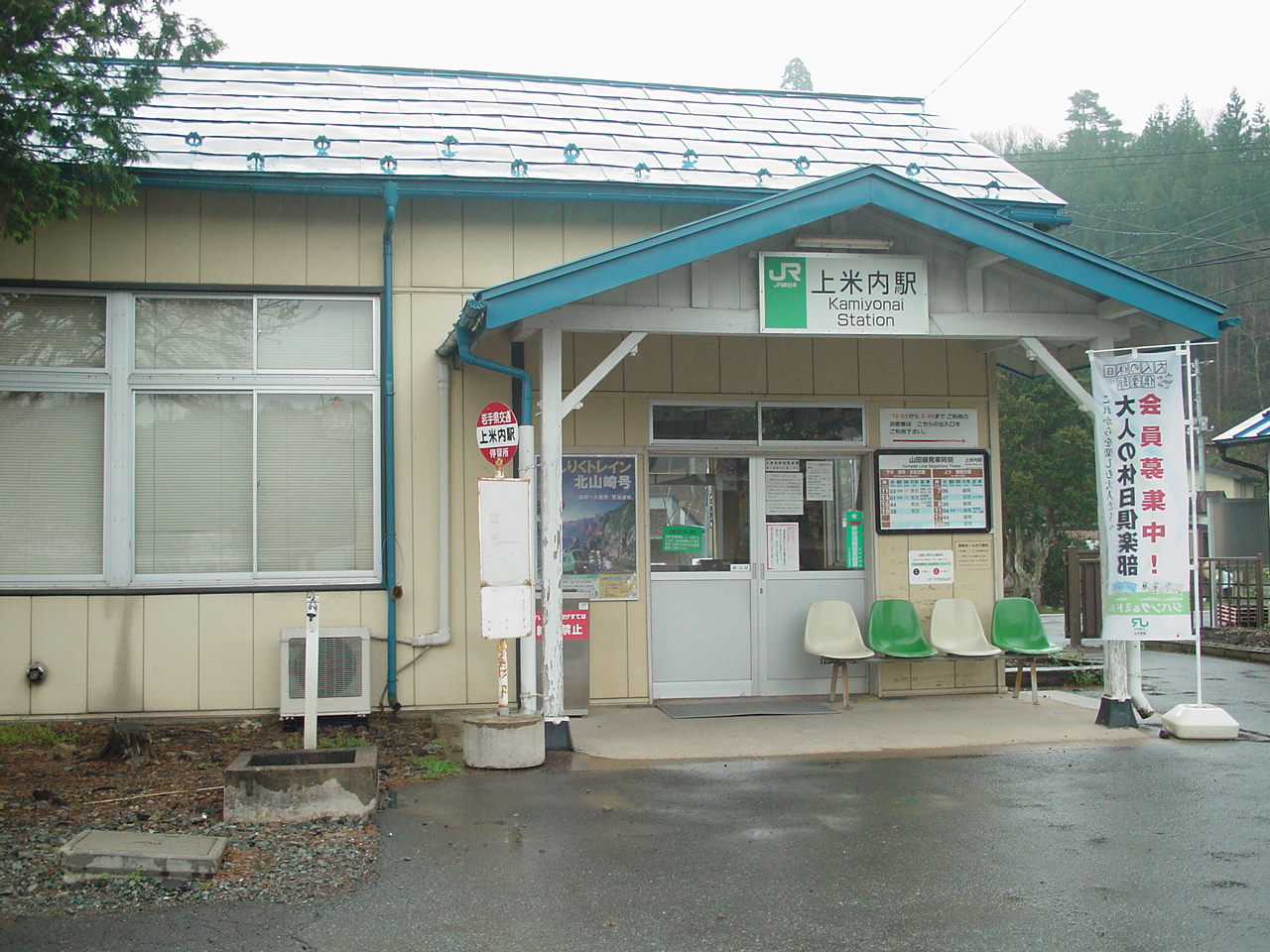
翻新前的站房

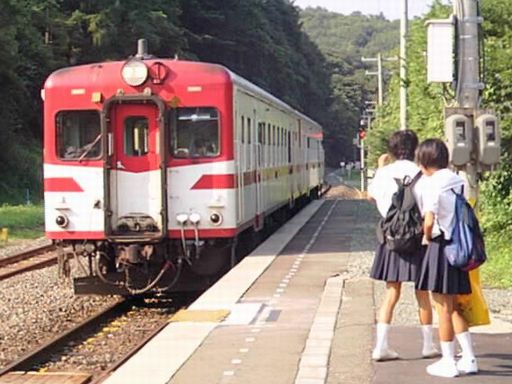
月台

本站是地面車站，設有2面2線的相對式月台，可進行列車交會。兩月台靠近盛岡一方設有站內平交道。此站是由盛岡站管理的無人車站。由於本站的閉塞方式是採用連査閉塞式，因此長年需要有車站職員當值，負責運輸業務（在末期改為由盛岡站職員派遣至此站當值）。盛岡站至區界站之間的區段採用合併閉塞，因此在中午12時至翌日早上6時，此站的列車交會設備會停止使用（但是當下午設有臨時列車，並且需要在上米內站折返的情況下，職員會留守至尾班車一刻）。
此站為木製站房，在車站啟用時便使用至今，現時只剩下候車室部分可使用（事務室與售票部分封閉）。在有人車站時代末期，下午1時50分至翌日早上6時45分期間，車站會關閉。在車站無人化後整日開放。本站在2020年4月29日透過群眾募資把站房外貌與內部進行翻新工程。

### 月台
| 月台 | 路線    | 上下行 | 方向     | 備註                      |
| ---- | ------- | ------ | -------- | ------------------------- |
| 1    | ■山田線 | 下行   | 宮古方向 |                           |
| 2    | ■山田線 | 上行   | 盛岡方向 | 從此站出發的月台為1號月台 |

## 使用狀況
根據「JR東日本」資料，以下為2000年度（平成12年度）- 2017年度（平成29年度）的1日平均乘車人次列表。
| 乘車人次變化       | 乘車人次變化     | 乘車人次變化 |
| 年度               | 1日平均 乘車人次 | 參考資料     |
| ------------------ | ---------------- | ------------ |
| 2000年（平成12年） | 138              | [ 統計 1 ]   |
| 2001年（平成13年） | 131              | [ 統計 2 ]   |
| 2002年（平成14年） | 149              | [ 統計 3 ]   |
| 2003年（平成15年） | 166              | [ 統計 4 ]   |
| 2004年（平成16年） | 159              | [ 統計 5 ]   |
| 2005年（平成17年） | 130              | [ 統計 6 ]   |
| 2006年（平成18年） | 123              | [ 統計 7 ]   |
| 2007年（平成19年） | 106              | [ 統計 8 ]   |
| 2008年（平成20年） | 96               | [ 統計 9 ]   |
| 2009年（平成21年） | 85               | [ 統計 10 ]  |
| 2010年（平成22年） | 78               | [ 統計 11 ]  |
| 2011年（平成23年） | 74               | [ 統計 12 ]  |
| 2012年（平成24年） | 67               | [ 統計 13 ]  |
| 2013年（平成25年） | 71               | [ 統計 14 ]  |
| 2014年（平成26年） | 75               | [ 統計 15 ]  |
| 2015年（平成27年） | 76               | [ 統計 16 ]  |
| 2016年（平成28年） | 73               | [ 統計 17 ]  |
| 2017年（平成29年） | 62               | [ 統計 18 ]  |

## 車站周邊
車站周邊位於米內川流域，附近被山丘包圍。該河川以山女魚和岩魚而知名。車站距離盛岡市區不足10公里，由於沒有漁業權，因此假日會有許多釣魚客到訪。另外，此站設有水廠，向盛岡市民提供飲用水。
由於可於谷地取得水源，因此周邊有一大篇稻田。在車站北邊的丘陵地帶設有名為「櫻台」的新興住宅區。
此站東邊前往舊大志田站遺址區間設有市道「米內川林道」，該林道與山田線並行（該林道整個區間為單線道）。
- 米內川
- 米內淨水場（日语：米内浄水場）（觀櫻場所）
- 縣道36號上米內湯澤線（日语：岩手県道36号上米内湯沢線）
- 櫻台新市鎮
- 盛岡米內郵局
- 盛岡市立米內中學
- 岩手縣交通（日语：岩手県交通）「上米內站」巴士站

## 相鄰車站
東日本旅客鐵道（JR東日本）
■山田線
□快速「谷灣」
山岸－上米內－區界
■普通
山岸－上米內－*大志田－*淺岸－區界
刪除線為廢站。另外，在2016年3月26日時間表修正前，此站與鄰站區界站之間距離25.7公里（營業距離），為JR東日本內在來線最長站距（在此之前，最長站距為只見線只見站至大白川站之間20.8公里（營業距離）。）。

## 注腳

### 統計資料
1. ↑  . 東日本旅客鐵道.   [2018-03-07]. （原始内容存档于2018-02-13） （日语）.
2. ↑  . 東日本旅客鐵道.   [2018-03-07]. （原始内容存档于2019-04-02） （日语）.
3. ↑  . 東日本旅客鐵道.   [2018-03-07]. （原始内容存档于2019-04-02） （日语）.
4. ↑  . 東日本旅客鐵道.   [2018-03-07]. （原始内容存档于2019-04-02） （日语）.
5. ↑  . 東日本旅客鐵道.   [2018-03-07]. （原始内容存档于2019-04-02） （日语）.
6. ↑  . 東日本旅客鐵道.   [2018-03-07]. （原始内容存档于2017-08-08） （日语）.
7. ↑  . 東日本旅客鐵道.   [2018-03-07]. （原始内容存档于2019-03-27） （日语）.
8. ↑  . 東日本旅客鐵道.   [2018-03-07]. （原始内容存档于2017-08-08） （日语）.
9. ↑  . 東日本旅客鐵道.   [2018-03-07]. （原始内容存档于2019-04-02） （日语）.
10. ↑  . 東日本旅客鐵道.   [2018-03-07]. （原始内容存档于2019-04-02） （日语）.
11. ↑  . 東日本旅客鐵道.   [2018-03-07]. （原始内容存档于2016-03-27） （日语）.
12. ↑  . 東日本旅客鐵道.   [2018-03-07]. （原始内容存档于2019-03-26） （日语）.
13. ↑  . 東日本旅客鐵道.   [2018-03-07]. （原始内容存档于2019-04-02） （日语）.
14. ↑  . 東日本旅客鐵道.   [2018-03-07]. （原始内容存档于2016-03-04） （日语）.
15. ↑  . 東日本旅客鐵道.   [2018-03-07]. （原始内容存档于2019-03-26） （日语）.
16. ↑  . 東日本旅客鐵道.   [2018-03-07]. （原始内容存档于2017-08-12） （日语）.
17. ↑  . 東日本旅客鐵道.   [2018-07-07]. （原始内容存档于2017-10-01） （日语）.
18. ↑  . 東日本旅客鐵道.   [2018-07-07]. （原始内容存档于2019-03-25） （日语）.

##### 報道等發布資料
1. ↑   (PDF) (新闻稿). JR東日本盛岡支社. 2018-02-22  [2018-04-21]. （原始内容存档 (PDF)于2020-12-16） （日语）.
2. 1 2 3   (PDF) (新闻稿). 次世代漆協会、東日本旅客鉄道盛岡支社. 2020-03-25  [2020-04-29]. （原始内容 (PDF)存档于2020-04-29） （日语）.
3. ↑   (PDF) (新闻稿). 次世代漆協会、東日本旅客鉄道盛岡支社. 2020-04-08  [2020-04-09]. （原始内容 (PDF)存档于2020-04-09） （日语）.

##### 新聞
1. ↑  . 岩手日報. 2018-02-23  [2018-04-21]. （原始内容存档于2018-04-20） （日语）.
2. ↑  . 毎日新聞. 2018-04-22  [2018-04-22]. （原始内容存档于2018-04-22） （日语）.

## 外部連結
- 車站資訊（上米內）：東日本旅客鐵道（日語）